# Olga Lagrange-Gerlach
Olga Lagrange-Gerlach (Metz, 1er novembre 1874 - Munich, 20 janvier 1949) est une mezzo-soprano allemande. Elle s'illustra à l'opéra de Munich.

## Biographie
Olga Gerlach voit le jour le 1er novembre 1874, à Metz, en Lorraine annexée. La ville, qui compte à cette époque une trentaine de sociétés musicales et chorales, et de nombreux cafés-concerts, connaît alors une vie musicale intense. Olga fait ses débuts en 1898-1899, au Théâtre d'Innsbruck, sous son nom de naissance, Olga Gerlach. Elle se produit ensuite en 1899-1900 au théâtre de Merano, et dans les années 1900-1907, au Gärtnerplatztheater à Munich. En 1904, Olga épouse le chef d'orchestre Max Lagrange. En 1907, elle met sa carrière entre parenthèses, pour se consacrer à sa vie familiale. Elle réapparaît toutefois sur scène, dans les années 1920-1923, toujours à Munich. 
Olga Lagrange-Gerlach s'éteignit à Munich, le 20 janvier 1949.

## Répertoire
Olga Gerlach a joué de nombreux rôles, tirés souvent du répertoire français, ou de l'opérette classique viennoise. Elle se fit notamment remarquer dans le rôle de Czipra, dans l'opérette Der Zigeunerbaron de Johann Strauss fils.

## Sources
- J. Kutsch, Leo Riemens: Großes Sängerlexikon. Bd. 33, Directmedia Publ., Berlin, 2000.